# Glenea celestis
Glenea celestis é uma espécie de escaravelho da família Cerambycidae. Foi descrita por James Thomson em 1865. Contém o variedades Glenea celestis var. margaretae.